# Hyperion
Hyperion és una Sequoia sempervirens de 115,55 metres d'altura, que es troba al Parc Nacional de Redwood, al nord de San Francisco (Califòrnia). És l'ésser viu més alt del planeta, tanmateix el General Sherman, també una sequoia, n'és el més voluminós. L'Hyperion va ser descobert el 25 d'agost de 2006 pels naturalistes Chris Atkins i Michael Taylor. i es va verificar que feia 115,55 metres d'altura, segons el càlcul realitzat per Stephen Sillett. L'arbre és en una zona remota del Parc Nacional Redwood, propietat de l'Estat de 1978 ençà. La ubicació exacta de l'arbre no ha estat revelada al públic per por que el trànsit d'humans pogués alterar l'ecosistema de l'arbre. L'arbre s'estima que conté 502 m³ de fusta, amb una edat mínima de 700 a 800 anys. Va desbancar al Stratosphere giant, un altre arbre de la mateixa espècie que, amb una grandària de 112,83 metres, era fins llavors considerat com el més alt. L'arbre no ha pogut superar l'altura esmentada anteriorment per raó de l'acció d'alguns tipus d'ocells com el picot verd.